# Tetratheca exasperata
Tetratheca exasperata är en tvåhjärtbladig växtart som beskrevs av R.Butcher. Tetratheca exasperata ingår i släktet Tetratheca och familjen Elaeocarpaceae. Inga underarter finns listade i Catalogue of Life.